# Светлая (река, впадает в Японское море)
Светлая — горная река в Приморском крае России, впадает в Татарский пролив / Японское море.

## Описание
Старое название реки Светлой — Холонку (по-удэгейски Халланку).
Исток реки находится на восточном склоне осевого хребта Сихотэ-Алиня. Река течёт в восточном направлении. На всём протяжении пути в реку впадает 195 небольших, длиной менее 10 км, притоков. Общая их длина составляет почти 300 км. Долина реки узкая; расширяется только на приустьевом участке. Склоны долины крутые, обрывистые; на всем протяжении умеренно изрезаны долинами впадающих ручьёв, падями и распадками. Пойма залесенная. Русло реки умеренно извилистое, дно каменистое, каменисто-галечно-песчаное, местами валунное. Половодье весной начинается в первой половине апреля, вскрытие происходит в конце апреля. В летне-осеннее время проходят три-четыре дождевых паводка, при которых уровень воды поднимается выше весеннего. Уровень воды понижается с октября. Ледостав устанавливается в первой декаде декабря.
В долине реки (в устье) расположен лишь один населённый пункт — пгт Светлая.

## Основные притоки
Руч. Голый (лв), руч. Берёзовый (пр), руч. Весёлый (лв), руч. Ненастный (лв), р. Юрков (пр), руч. Каменистый (пр), р. Максимкин (пр), руч. Первый (пр), руч. Большой (лв), руч. Изюбриный (лв), руч. Змеиный (пр), р. Осипова Речка (лв), р. Малая Светлая (лв), руч. Угольный (пр), р. Связная (пр).

### Данные водного реестра
- Код водного объекта в государственном водном реестре (ГВР) — 20040000212118200005875
- Код по гидрологической изученности (ГИ) — 118200587[4].